# Murrayònides
Els murrayònides (Murrayonida) són un ordre d'esponges calcàries de las subclasse dels calcinis.

## Taxonomia
L'ordre Murrayonida inclou quatre espècies en tres famílies:
- Família Lelapiellidae Borojevic, Boury-Esnault i Vacelet, 1990
- Família Murrayonidae Dendy i Row, 1913
- Família Paramurrayonidae Vacelet, 1967